# Wronie Wzgórze
Wronie Wzgórze (niem. Krähen Hügel, 551 m n.p.m.) – wzniesienie w Górach Kruczych.

## Położenie
Wronie Wzgórze znajduje się na terenie Uniemyśla.

## Budowa
Wzniesienie jest zbudowane z trachitów i czerwonego spągowca.